# Espinosa (kommun)
Espinosa är en kommun i Brasilien.   Den ligger i delstaten Minas Gerais, i den östra delen av landet, 500 km öster om huvudstaden Brasília. Antalet invånare är 31 113.
Följande samhällen finns i Espinosa:
- Espinosa

I omgivningarna runt Espinosa växer huvudsakligen savannskog. Runt Espinosa är det glesbefolkat, med 19 invånare per kvadratkilometer.